# EBOH
EBOH (Eendracht Brengt Ons Hoger) is een amateurvoetbalclub uit de stad Dordrecht, in de Nederlandse provincie Zuid-Holland. De club werd opgericht in 1921 en speelde van 1954 tot 1962 in het betaald voetbal. Het eerste elftal speelt op zaterdag in de 2e klasse E (2024-2025).
In de volksmond is de club beter bekend onder het backroniem "Elf Boeren Op Hol", naar verluidt bedacht door verslaggever Theo Koomen, toen hij bij een krant in Dordrecht werkte.

## Historie
De club werd opgericht op 27 november 1921 onder de naam O.V.D. dat stond voor "Onder Vrienden Dordt". Aangezien er al een vereniging onder die naam stond ingeschreven bij de Nederlandse Voetbalbond werd in 1924 de huidige naam EBOH gekozen (Eendracht Brengt Ons Hoger). De bedenker was Piet Ton. De naam wordt vaak gekscherend verbasterd tot E.H.B.O. (Eerste Hulp Bij Ongelukken) of Elf Boeren Op Hol.
De club kende een hoogtepunt in de roemruchte jaren ’50; de beslissingwedstrijd tegen Volendam in 1953 en later, in 1954, de start in de 1e klasse van de KNVB (tegenwoordig Eredivisie). De club speelde nog aan de Oude Straatweg met de kleedkamers naast de bestuurskamer.

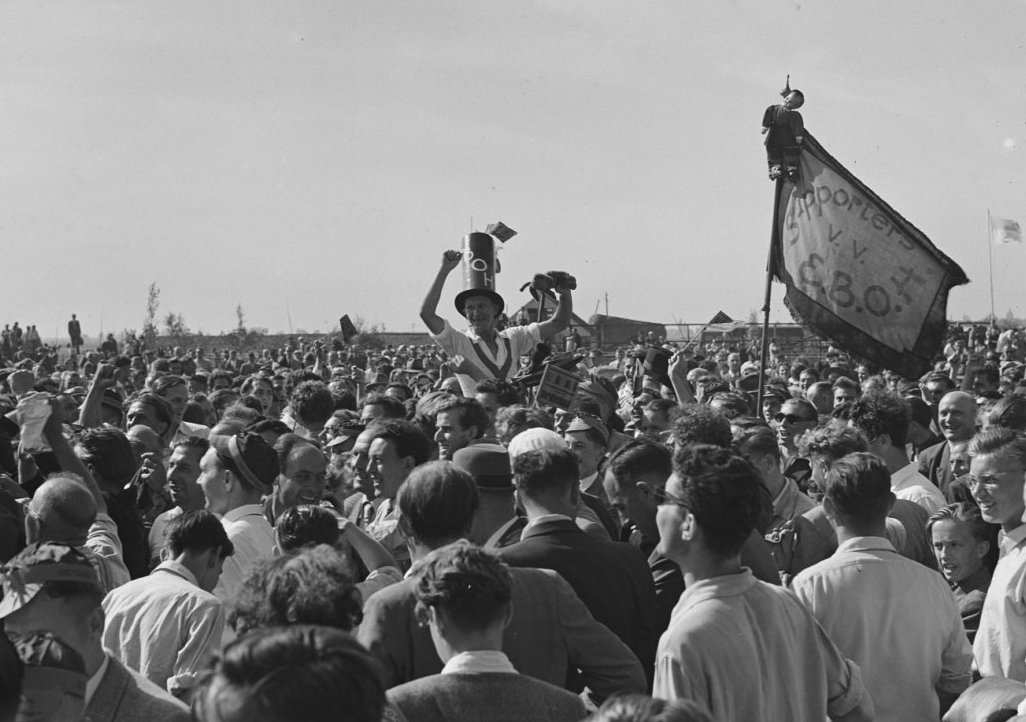
Huldiging EBOH na winst beslissingswedstrijd van Volendam, 5 juli 1953

In 1954 werden er overhaast tribunes bijgebouwd met de nodige problemen. Een open zittribune stortte in met veel schade, maar zonder slachtoffers. Onder de overdekte aan de overkant werd de kantine gebouwd. Dit was de blokhut. De E.B.O.H.-accommodatie was voor zo’n 10.000 toeschouwers geschikt. Lang heeft men niet van deze accommodatie kunnen genieten. Vanwege de aanleg van nieuwe wegen en een nieuw sportcomplex “Sportlaan” moest de club verhuizen naar de Zuidendijk. In oktober 1956 was het nieuwe terrein met grote houten kantine op betonnen fundering een feit. Een betrekkelijk kleine overdekte tribune verrees aan de overkant en de staantribunes naast de kantine, aan de kopse kanten van het veld en aan de overkant naast de overdekte werden met het gruis van de oude gasfabriek opgehoogd.
In 1973 verhuisde de club naar het huidige veld aan de Schenkeldijk, noodgedwongen door de bouw van de Drechttunnel. Men koos voor de groeiwijk Sterrenburg. De huidige behuizing is ook tot stand gekomen door zelfwerkzaamheid.
Zelfwerkzaamheid en de schouder eronder heeft altijd hoog in het vaandel gestaan van de club tot op de dag van vandaag. Zo werd de soos compleet door vrijwilligers verbouwd.
De club werd voor het eerst kampioen in het seizoen 1923-1924. Van de vierdeklasse DVB tot en met de promotie van 2002 naar de eerste klasse is de club zo'n 30 keer gepromoveerd en evenveel keren gedegradeerd. Er werden diverse bekers gewonnen, waaronder vijf keer de Dordtenaar Cup die hierdoor officieel in het bezit is gekomen van EBOH.
Bekende profvoetballers die de club voortbracht zijn Juul Ellerman (onder andere PSV en Nederland), Marco Boogers (onder andere West Ham United en Dordrecht‘90), Theo Kulsdom (DS’79), Rein de Bruyn, Gerrit de Keizer, Dick Hoogmoed, Jan en Arie Schoon, Ries Fok en vele anderen.
Opmerkelijk is dat EBOH de enige club van Nederland is die bijna alle wedstrijden in het betaalde voetbal van Feyenoord heeft gewonnen. Driemaal werd gewonnen, eenmaal werd gelijk gespeeld.

## Competitieresultaten 2001–2018 (zaterdag)
| 11 4D |

| 5 4C |

| 7 4C |

| 5 4C |

| 3 4C |

| 3 4D |

| 5 3C |

| 10 3C |

| 7 4D |

| 1 4D |

| 6 3C |

| 6 3C |

| 4 3C |

| 6 3C |

| 10 3D |

| 11 3C |

| 8 3C |

| 1 3C |

| - 2F |

| Tweede klasse | Derde klasse | Vierde klasse |

## Competitieresultaten 1939–2012 (zondag)
| 1 4I |

| 8 3? |

| 4 3D |

| 5 3E |

| 2 3E |

| 3 3E |

|  |

| 2 3E |

| 1 3D |

| 1 3E |

| 7 2B |

| 3 2A |

| 1 2B |

| 1 2A |

| 1 2A |

| 3 1D |

| 6 C |

| 18 A |

| 16 B |

| 11 A |

| 3 A |

| 2 A |

| 16 B |

| 18 B |

| 9 2A |

| 11 2B |

| 1 3D |

| 1 2B |

| 9 1B |

| 6 1B |

| 11 1B |

| 2 2B |

| 2 2B |

| 10 2B |

| 6 2B |

| 3 2B |

| 4 1B |

| 13 1B |

| 1 2B |

| 14 1B |

| 13 2B |

| 9 3D |

| 6 3D |

| 9 3D |

| 1 3B |

| 9 2B |

| 7 2B |

| 12 2B |

| 3 3D |

| 5 3D |

| 1 3D |

| 1 2B |

| 4 1B |

| 10 1B |

| 5 2B |

| 1 2B |

| 10 1B |

| 2 2B |

| 2 2D |

| 4 2D |

| 2 2D |

| 5 2E |

| 2 2E |

| 3 2E |

| 5 1B |

| 11 1B |

| 8 2D |

| 9 2D |

| 3 2E |

| 6 2E |

| 3 2E |

| 3 2E |

| 3 2E |

| 13 2E |

| Hoofdklasse (profniveau) | Eerste divisie | Eerste klasse (profniveau) | Tweede divisie | Eerste klasse | Tweede klasse | Derde klasse | Vierde klasse |

In elke staaf van de grafiek staat van boven naar beneden vermeld: 
- Eindnotering

Dit is de positie die de club heeft bereikt in de competitie, zonder eventuele beslissings-, play-off- of nacompetitiewedstrijden die nodig zijn geweest om bijvoorbeeld de kampioen van de competitie te bepalen.
Indien een * achter het getal staat is de notering een tussenstand en kan het zijn dat de notering niet overeenkomt met de uiteindelijke eindstand van de competitie.
Staat er een - dan is het seizoen nog bezig en is er geen definitieve uitslag bekend.
Staat er xx op de positie van de notering, dan heeft de club vroegtijdig de competitie verlaten. Dit kan onder andere komen door terugtrekking van het team, faillissement van de club of door een uitgedeelde straf van de KNVB. In veel gevallen staat elders in het artikel de reden vermeld.
Staat er een ? dan is het resultaat uit het verleden onbekend, en is alleen de competitie of het niveau bekend van dat seizoen.
In de seizoenen 2019/20 en 2020/21 werd wegens de coronacrisis het amateurvoetbal afgebroken. Daardoor kennen deze staven geen eindklassering (middels -- weergegeven).
- Competitieniveau en afdelingsletter of Officiële eindstand Eredivisie
  - Competitieniveau en afdelingsletter

Hierbij geeft het getal het niveau weer, dat ook terug te vinden is in de legenda. De letter is de afdelingsaanduiding en wordt gebruikt wanneer er meer afdelingen zijn op hetzelfde niveau. De afdelingsletter is altijd een hoofdletter en wordt meestal zonder nummer gebruikt.
Voorbeeld: 2F is niveau 2e klasse competitie F.
Het competitieniveau en nummer wordt niet vermeld wanneer er slechts één competitie van dit niveau was.
  - Officiële eindstand Eredivisie (getal staat tussen haakjes vermeld)

Sinds de introductie van play-offwedstrijden voor Europees voetbal na afloop van de reguliere competitie in 2005/06, is de KNVB verplicht een eindstand van de Eredivisie door te geven aan de UEFA aan de hand van deze play-offwedstrijden.
Bij deze eindstand staan clubs die zich hebben gekwalificeerd voor Europees voetbal hoger dan clubs die zich niet wisten te kwalificeren. Indien er geen verschil was tussen de eindnotering en de officiële eindstand, staat dit getal niet vermeld.

- Onderafdeling

Hier staat afgekort de naam van de onderafdeling indien de club in dat jaar in een onderafdeling uitkwam. Tevens staat deze afkorting in de legenda en wordt gelinkt naar het artikel over deze onderafdeling. Deze afkorting wordt alleen vermeld wanneer de club in het verleden in verschillende onderafdelingen heeft gespeeld. Deze vermelding is in de staaf altijd in kleine letters. Deze onderafdelingen zijn na het seizoen 1995/96 afgeschaft. Heeft de club in slechts één onderafdeling gespeeld, dan is dit alleen terug te vinden in de legenda.
Onder de staaf staat het jaartal vermeld waarin het seizoen is afgesloten. 15 verwijst naar het seizoen 2014/15 of eventueel het seizoen 1914/15.
Wanneer een staaf leeg is, zijn deze gegevens niet bekend. Het kan ook zijn dat de club dat seizoen niet heeft meegespeeld op het hogere amateurniveau, vroegtijdig de competitie heeft verlaten of uit de competitie is gezet.

In het seizoen 1944/45 was er wegens de Tweede Wereldoorlog geen regulier competitievoetbal.

## Betaald voetbal

### Seizoensoverzichten
| Resultaten van EBOH sinds de toetreding in het betaald voetbal in 1954 | Resultaten van EBOH sinds de toetreding in het betaald voetbal in 1954 | Resultaten van EBOH sinds de toetreding in het betaald voetbal in 1954 | Resultaten van EBOH sinds de toetreding in het betaald voetbal in 1954 | Resultaten van EBOH sinds de toetreding in het betaald voetbal in 1954 | Resultaten van EBOH sinds de toetreding in het betaald voetbal in 1954 | Resultaten van EBOH sinds de toetreding in het betaald voetbal in 1954 | Resultaten van EBOH sinds de toetreding in het betaald voetbal in 1954 | Resultaten van EBOH sinds de toetreding in het betaald voetbal in 1954 | Resultaten van EBOH sinds de toetreding in het betaald voetbal in 1954 | Resultaten van EBOH sinds de toetreding in het betaald voetbal in 1954 | Resultaten van EBOH sinds de toetreding in het betaald voetbal in 1954 | Resultaten van EBOH sinds de toetreding in het betaald voetbal in 1954                                                                             |
| Seizoen                                                                | Competitie                                                             | Competitie                                                             | Competitie                                                             | Competitie                                                             | Competitie                                                             | Competitie                                                             | Competitie                                                             | Competitie                                                             | Competitie                                                             | Kwalificatie                                                           | KNVB beker                                                             | Bijzonderheid |
| Seizoen                                                                | Divisie                                                                | GW                                                                     | W                                                                      | G                                                                      | V                                                                      | PNT                                                                    | DV                                                                     | DT                                                                     | POS                                                                    | Kwalificatie                                                           | KNVB beker                                                             | Bijzonderheid |
| ---------------------------------------------------------------------- | ---------------------------------------------------------------------- | ---------------------------------------------------------------------- | ---------------------------------------------------------------------- | ---------------------------------------------------------------------- | ---------------------------------------------------------------------- | ---------------------------------------------------------------------- | ---------------------------------------------------------------------- | ---------------------------------------------------------------------- | ---------------------------------------------------------------------- | ---------------------------------------------------------------------- | ---------------------------------------------------------------------- | --- |
| 1954/55                                                                | Eerste klasse C                                                        | 9                                                                      | 4                                                                      | 1                                                                      | 4                                                                      | 9                                                                      | 22                                                                     | 22                                                                     | 7e                                                                     | –                                                                      | Geen bekertoernooi                                                     | EBOH treedt toe tot het betaald voetbal De competitie werd na de fusie van de KNVB en de NBVB niet afgemaakt. Alle teams werden opnieuw ingedeeld. |
| 1954/55                                                                | Eerste klasse C                                                        | 26                                                                     | 12                                                                     | 4                                                                      | 10                                                                     | 28                                                                     | 45                                                                     | 50                                                                     | 6e                                                                     | Hoofdklasse                                                            | Geen bekertoernooi                                                     | EBOH treedt toe tot het betaald voetbal De competitie werd na de fusie van de KNVB en de NBVB niet afgemaakt. Alle teams werden opnieuw ingedeeld. |
| 1955/56                                                                | Hoofdklasse A                                                          | 34                                                                     | 3                                                                      | 12                                                                     | 19                                                                     | 18                                                                     | 40                                                                     | 80                                                                     | 18e                                                                    | Eerste divisie                                                         | Geen bekertoernooi                                                     | |
| 1956/57                                                                | Eerste divisie B                                                       | 30                                                                     | 3                                                                      | 7                                                                      | 20                                                                     | 13                                                                     | 30                                                                     | 77                                                                     | 16e                                                                    | Rechtstreekse degradatie                                               | 2e ronde                                                               | – |
| 1957/58                                                                | Tweede divisie A                                                       | 26                                                                     | 7                                                                      | 7                                                                      | 12                                                                     | 21                                                                     | 37                                                                     | 52                                                                     | 11e                                                                    | –                                                                      | 1e ronde                                                               | – |
| 1958/59                                                                | Tweede divisie A                                                       | 28                                                                     | 17                                                                     | 3                                                                      | 8                                                                      | 37                                                                     | 54                                                                     | 39                                                                     | 3e                                                                     | –                                                                      | 2e ronde                                                               | – |
| 1959/60                                                                | Tweede divisie A                                                       | 22                                                                     | 11                                                                     | 6                                                                      | 5                                                                      | 28                                                                     | 40                                                                     | 30                                                                     | 2e                                                                     | Rechtstreekse promotie                                                 | Geen bekertoernooi                                                     | – |
| 1960/61                                                                | Eerste divisie B                                                       | 34                                                                     | 9                                                                      | 7                                                                      | 18                                                                     | 25                                                                     | 44                                                                     | 89                                                                     | 16e                                                                    | –                                                                      | Groepsfase                                                             | – |
| 1961/62                                                                | Eerste divisie B                                                       | 34                                                                     | 1                                                                      | 3                                                                      | 30                                                                     | 5                                                                      | 29                                                                     | 131                                                                    | 18e                                                                    | –                                                                      | 2e ronde                                                               | EBOH keert vrijwillig terug naar de amateurs |

### Topscorers
- 1954/55:  Arie Schoon (9)
- 0000000  Bas Hijbeek (11)
- 1955/56:  Inge Barendregt (7)
0000000  Bas Hijbeek (7)
- 1956/57:  Fred Wouters (6)
- 1957/58:  Hans de Vos (8)
- 1958/59:  Hans de Vos (24)
- 1959/60:  Leen de Visser (14)
- 1960/61:  Leen de Visser (12)
- 1961/62:  Dick de Boeff (6)
0000000  Henk Tak (6)
0000000  Henk de Visser (6)

### Trainers
- 1947–1955:  Richard Dombi
- 1955–0000:  Harry Kliphuis
- 1955–1956:  Leen Vente

- 1956–0000:  Wim Molenveld
- 0000–1957:  Richard Dombi

- 1957–1960:  Hugo van der Moer
- 1960–1962:  Lajos Tóth

## Bekende (oud-)spelers
- Marco Boogers
- Juul Ellerman
- Nigel Robertha

## Voetnoten
D.F.C. · FC Dordrecht · FC Dordrecht Amateurs · VV Dubbeldam · EBOH · SC Emma · GSC/ODS · SV Oranje Wit · RCD · VV SSW · VV Wieldrecht 

Voormalig: SC Amstelwijck · SC GSC · ODS